# Championnat d'Arabie saoudite de football 2000-2001
Navigation
Saison précédente Saison suivante
La saison 2000-2001 du Championnat d'Arabie saoudite de football est la vingt-cinquième édition du championnat de première division en Arabie saoudite. La Premier League regroupe les douze meilleurs clubs du pays au sein d'une poule unique, où ils s'affrontent deux fois au cours de la saison, à domicile et à l'extérieur. À la fin de la compétition, les deux derniers du classement sont relégués et remplacés par les deux meilleurs clubs de deuxième division. En haut du classement, les quatre premiers se qualifient pour la phase finale pour le titre, disputée sous forme de coupe.
C'est le club d'Al Ittihad, double tenant du titre, qui remporte à nouveau le championnat en battant Al Nasr Riyad en finale, après avoir terminé quatrième de la saison régulière. C'est le 5e titre de champion d'Arabie saoudite de l'histoire du club, qui réalise même le doublé en battant Ettifaq FC en finale de la Coupe d'Arabie saoudite.

## Les clubs participants
| - Al Nasr Riyad - Al-Hilal FC - Al Ahli - Al Ittihad - Al Qadisiya Al Khubar - Promu de D2 - Al Nejmeh | - Al Ansar Médine - Promu de D2 - Al Shabab Riyad - Al Riyad SC - Al Wehda - Ettifaq FC - Sadous Riyad |

## Compétition

### Première phase
Le barème utilisé pour établir le classement est le suivant :
- Victoire : 3 points
- Match nul : 1 point
- Défaite : 0 point

| Rang | Équipe                  | Pts | J  | G  | N | P  | Bp | Bc | Diff |
| ---- | ----------------------- | --- | -- | -- | - | -- | -- | -- | ---- |
| 1    | Al Ahli                 | 51  | 22 | 15 | 6 | 1  | 50 | 19 | +31  |
| 2    | Al-Hilal FC             | 44  | 22 | 14 | 5 | 3  | 36 | 16 | +20  |
| 3    | Al Nasr Riyad           | 41  | 22 | 12 | 5 | 5  | 34 | 19 | +15  |
| 4    | Al Ittihad T            | 38  | 22 | 11 | 5 | 6  | 35 | 23 | +12  |
| 5    | Al Riyad SC             | 30  | 22 | 8  | 6 | 8  | 23 | 24 | -1   |
| 6    | Al Ansar Médine         | 28  | 22 | 7  | 7 | 8  | 29 | 34 | -5   |
| 7    | Al Shabab Riyad         | 27  | 22 | 7  | 6 | 9  | 28 | 29 | -1   |
| 8    | Ettifaq FC              | 25  | 22 | 6  | 7 | 9  | 31 | 30 | +1   |
| 9    | Al Wehda                | 22  | 22 | 6  | 4 | 12 | 25 | 44 | -19  |
| 10   | Al Nejmeh               | 20  | 22 | 5  | 5 | 12 | 12 | 30 | -18  |
| 11   | Al Qadisiya Al Khubar P | 18  | 22 | 3  | 9 | 10 | 26 | 40 | -14  |
| 12   | Sadous Riyad            | 15  | 22 | 4  | 3 | 15 | 16 | 37 | -21  |

|  | Qualification pour la phase finale pour le titre                                               |
|  | Relégation en deuxième division                                                                |
|  | T : Tenant du titre C : Vainqueur de la Coupe d'Arabie saoudite P : Promu de deuxième division |

### Phase finale

#### Demi-finales
| Équipe 1      | Résultat | Équipe 2    | Aller | Retour |
| ------------- | -------- | ----------- | ----- | ------ |
| Al Ahli       | 2 - 4    | Al Ittihad  | 0 - 0 | 2 - 4  |
| Al Nasr Riyad | 1 - 0    | Al-Hilal FC | 1 - 0 | 0 - 0  |

#### Finale
| Équipe 1   | Résultat | Équipe 2      |
| ---------- | -------- | ------------- |
| Al Ittihad | 1 - 0    | Al Nasr Riyad |

## Bilan de la saison
| Championnat d'Arabie saoudite de football 2000-2001 |                       |
| Champion                                            | Al Ittihad (5e titre) |
| Coupes et trophées                                  |                       |
| Vainqueur de la Coupe d'Arabie saoudite 2000-2001   | Al Ittihad            |
| Promotions et relégations                           |                       |
| Promus en Premier League                            | Al Shoalah            |
| Promus en Premier League                            | Al Ta'ee Ha'il        |
| Relégués en First Division                          | Al Qadisiya Al Khubar |
| Relégués en First Division                          | Sadous Riyad          |